# Gallerucida nigrofoveolata
Gallerucida nigrofoveolata is een keversoort uit de familie bladkevers (Chrysomelidae). De wetenschappelijke naam van de soort werd in 1889 gepubliceerd door Léon Marc Herminie Fairmaire.